# Mikhael III
Mikhael III (tiếng Hy Lạp: Μιχαήλ Γʹ, Mikhaēl III; 19 tháng 1, 840 – 23/24 tháng 9, 867) là Hoàng đế Đông La Mã từ năm 842 đến 867. Mikhael III là thành viên thứ ba và cuối cùng của dòng Amoria, còn được gọi là nhà Phrygia. Ông được giới sử gia của dòng Makedonia kế cận gán cho tính ngữ miệt thị Kẻ nghiện rượu (tiếng Hy Lạp: ὁ Μέθυσος), nhưng qua việc nghiên cứu lịch sử đương đại đã phần nào phục hồi lại được danh tiếng của ông, thể hiện tầm quan trọng mà triều đại của ông đóng góp vào việc hồi sinh quyền lực của Đông La Mã vào thế kỷ 9.

## Tiểu sử

### Thiếu thời và nhiếp chính

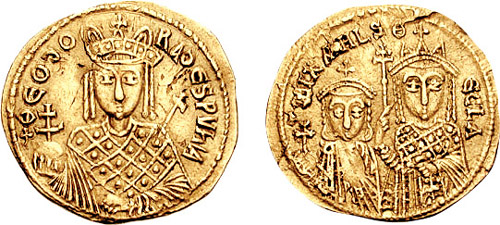
Đồng xu này được đúc ra dưới thời kỳ nhiếp chính của thái hậu Theodora cho thấy Mikhael có vẻ ít nổi bật hơn mẹ mình được miêu tả như là một nhà cai trị ở mặt trước, và thậm chí còn kém vai vế hơn so với chị gái của mình là Thecla được mô tả cùng với thiếu đế Mikhael trên mặt sau của đồng tiền này.

Mikhael là con út của hoàng đế Theophilos và hoàng hậu Theodora. Từ thuở ấu thơ đã được phụ hoàng phong làm đồng hoàng đế vào năm 840, khi ông mới tròn hai tuổi thì Theophilos qua đời và Mikhael kế vị làm hoàng đế duy nhất vào ngày 20 tháng 1 năm 842. Ban đầu, do hoàng đế còn nhỏ tuổi nên toàn bộ đế quốc đều do hội đồng nhiếp chính điều hành gồm thái hậu Theodora, hoàng thúc Sergios và trọng thần Theoktistos. Thái hậu vốn có lòng ưu ái phái tôn thờ thánh tượng nên đã phế bỏ Thượng phụ Ioannes VII thành Constantinopolis, thay thế ông bằng nhân vật ủng hộ phái này là vị Thượng phụ Methodios I thành Constantinopolis vào năm 843. Điều này đặt dấu chấm hết cho làn sóng bài trừ các hình tượng tôn giáo lần thứ hai.
Đợi tới khi hoàng đế trưởng thành, triều thần liền vây quanh ông để tranh giành ảnh hưởng lẫn nhau. Thế nhưng hoàng đế chỉ tín nhiệm mỗi hoàng thúc Bardas, đến mức còn ban danh hiệu kaisar (Caesar – vào lúc đó đây là danh hiệu thứ hai chỉ sau hoàng đế) và cho phép ông sát hại Theoktistos vào tháng 11 năm 855. Nhờ sự ủng hộ của Bardas và một vị hoàng thúc khác, một tướng lĩnh đầy quyền uy tên là Petronas, Mikhael III đã chính thức bãi bỏ hội đồng nhiếp chính vào ngày 15 tháng 3 năm 856 rồi ra lệnh trục xuất thái hậu và chị em gái của mình vào một tu viện năm 857. Kể từ đó hoàng đế mới thực sự nắm quyền trị vì đất nước.

### Chiến tranh với các lân bang

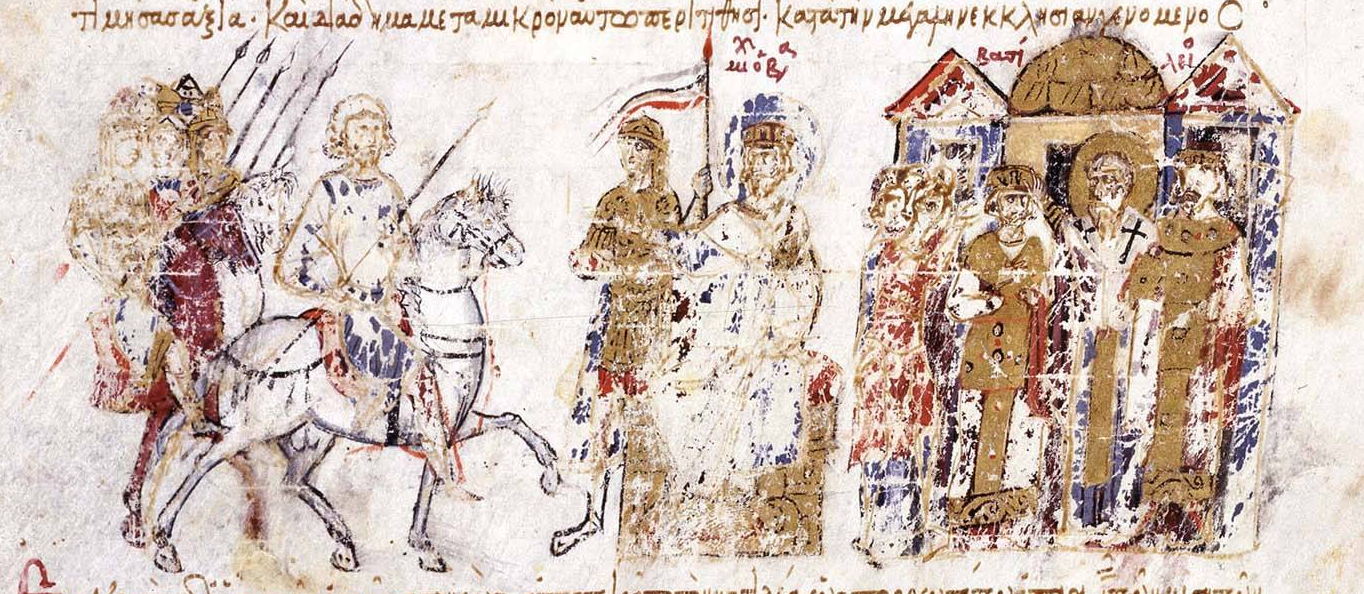
Lễ đăng quang làm đồng hoàng đế của Basileios gốc Makedonia (bên phải)

Sự ổn định nội bộ của đất nước lại không hoàn toàn phù hợp tại các vùng biên giới. Quân đội Đông La Mã đã bị lực lượng của nhà Abbasid đánh tan tành ở Pamphylia, Kríti và trên biên giới với Syria, nhưng một hạm đội hải quân Đông La Mã gồm 85 tàu chiến đã giành thắng lợi trước người Ả Rập vào năm 853. Ngoài ra còn có rất nhiều chiến dịch xung quanh vùng biển Aegea và ngoài khơi bờ biển Syria bởi ít nhất ba hạm đội với tổng số 300 tàu thuyền. Sau một cuộc viễn chinh dưới sự thống lĩnh của Petronas chống lại giáo phái Paulicia từ tuyến biên giới phía đông và các vùng đất biên giới Ả Rập vào năm 856, triều đình đã cho tái định cư họ ở Thracia (nhằm tách rời bọn họ khỏi những đạo hữu khác và di dời đến khu vực biên giới khác). Mikhael còn được ghi nhận trong các tác phẩm của Konstantinos VII là đã bắt dân Slav định cư tại Peloponnesus làm nô lệ cho người Đông La Mã.
Một cuộc xung đột giữa Đông La Mã và Bulgaria bắt đầu vào các năm 855–856. Đế quốc Đông La Mã vì muốn giành lại quyền kiểm soát một số khu vực xứ Thracia, bao gồm Philippopolis (Plovdiv) và các cảng quanh vịnh Burgas trên vùng Biển Đen. Quân đội Đông La Mã dưới sự chỉ huy của hoàng đế và caesar Bardas đã tỏ ra thành công trong cuộc xung đột và tái chiếm một số thành phố—Philippopolis, Develtus, Anchialus và Mesembria trong số đó—và cả khu vực Zagora cũng được thu hồi. Vào thời điểm tiến hành chiến dịch này, Bulgaria đang bị phân tâm bởi một cuộc chiến tranh với người Frank dưới thời vua Ludwig Người Đức và Croatia.
Mikhael III còn tham gia tích cực trong các cuộc chinh chiến chống lại nhà Abbasid và chư hầu của họ trên tuyến biên giới phía đông trong các năm 856–863, đặc biệt là vào năm 857 khi hoàng đế cử 50.000 quân thảo phạt Umar al-Aqta, tiểu vương xứ Melitene. Năm 859 đích thân hoàng đế điều quân vây hãm Samosata nhưng sang năm sau thì phải bỏ dở cuộc viễn chinh này để đẩy lùi một cuộc tấn công vào thành Constantinopolis của dân Rus. Năm 863 Petronas đánh bại và giết chết tiểu vương xứ Melitene tại trận Lalakaon và cho tổ chức lễ khải hoàn ở kinh đô.

### Trừ khử Bardas và cuộc cải đạo xứ Bulgaria

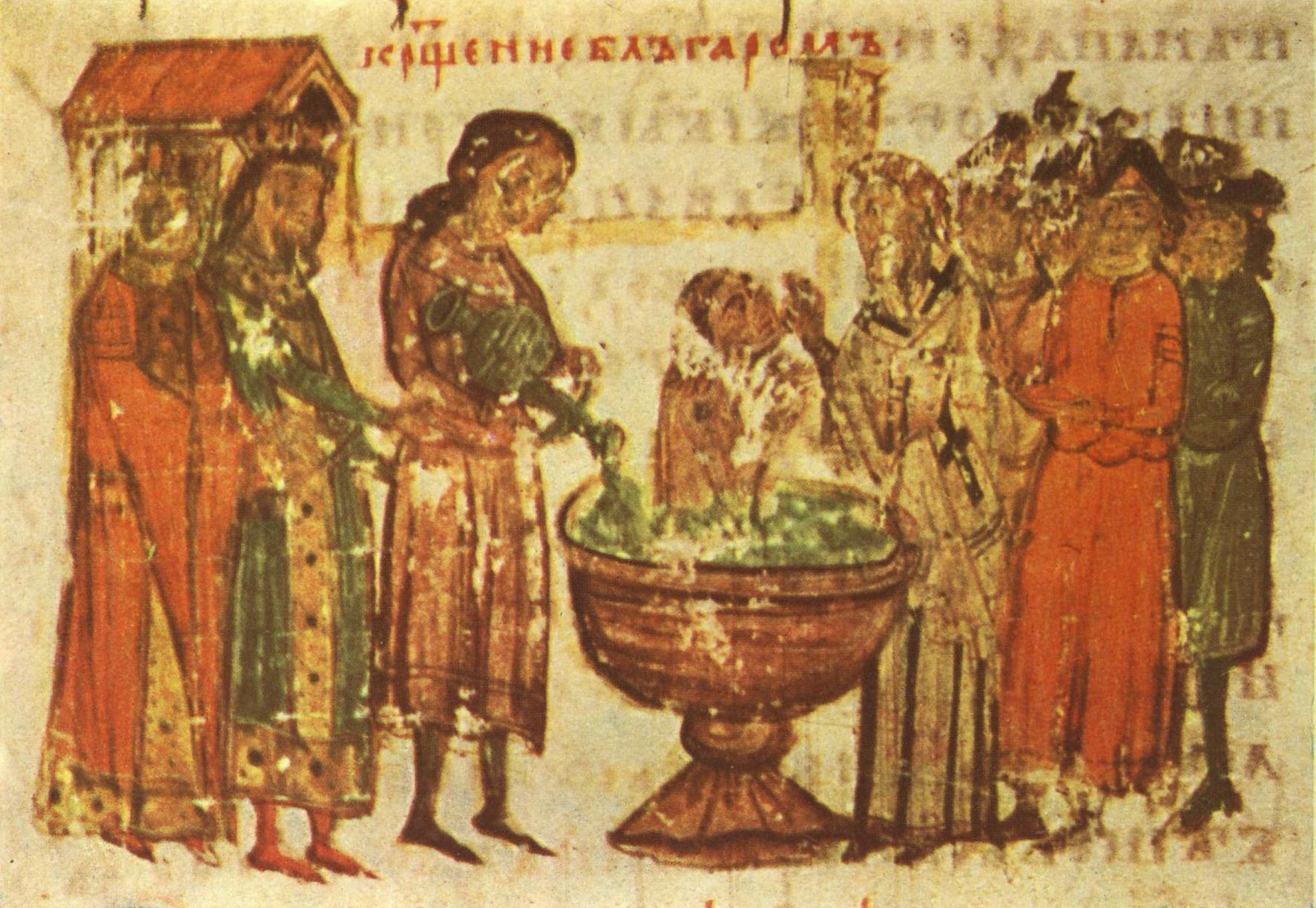
Lễ rửa tội của vua Boris I xứ Bulgaria

Bardas cố biện minh cho việc cướp quyền nhiếp chính bằng cách đề ra những cải cách nội bộ khác nhau. Dưới ảnh hưởng của cả Bardas và Photios, Mikhael đã đứng ra chủ trì việc tái thiết thành phố và các công trình đổ nát, mở lại các tu viện bị đóng cửa, và tái tổ chức trường đại học hoàng gia tại cung điện Maganaura dưới quyền Leon nhà Toán học. Photios ban đầu chỉ là một thường dân rồi sau bước vào Chức Thánh và được thăng lên vị trí thượng phụ nhân lúc vị thượng phụ đầy phiền toái Ignatios bị sa thải vào năm 858. Điều này tạo ra một sự chia rẽ bên trong Giáo hội, dù cho một hội nghị tôn giáo Constantinopolitan vào năm 861 đã thừa nhận Photios là thượng phụ mới, Ignatios liền cầu cứu Giáo hoàng Nicholas I, đến mức phải tuyên bố Photios là kẻ bất hợp pháp vào năm 863. Mikhael lại chủ trì một hội nghị tôn giáo vào năm 867 gồm có Photios và ba vị thượng phụ phía đông khác đã rút phép thông công Giáo hoàng Nicholas và lên án dòng chữ viết bằng tiếng Latinh filioque (và từ đức Chúa Con) liên quan đến đám rước Chúa Thánh Linh. Cuộc xung đột về ngôi vị thượng phụ và quyền tối cao bên trong giáo hội ngày càng trầm trọng hơn bởi sự thành công của các nỗ lực truyền giáo tích cực do Photios đưa ra.
Dưới sự hướng dẫn của Thượng phụ Photios, Mikhael đã tài trợ cho sứ mệnh truyền giáo của hai anh em Cyril và Methodios với Khả hãn Khazar trong một nỗ lực nhằm ngăn chặn sự bành trướng của đạo Do Thái vào dân Khazar nhưng không thành công. Trong thời gian đó, một giống người Slav khác là người Moravia, sống ở vùng đất nay là Tiệp Khắc, cũng đạt tới trình độ văn minh như người Bulgaria. Nhưng họ sợ bị người Đức láng giềng xâm phạm đất đai nên năm 862, để tránh ảnh hưởng từ người Đức, họ đã chịu nhận những nhà truyền giáo Đông La Mã. Hoàng đế Mikhael III bèn gửi Cyril và Methodios đến truyền giáo ở Đại Moravia và Pannonia vào năm 863, tuy thất bại nhưng hai người đã phát minh ra văn tự Slav mà ngày nay vẫn dùng với tên gọi bảng chữ cái Glagolitsa, hệ thống chữ viết đầu tiên cho tiếng Slav Giáo hội Cổ, cho phép các dân tộc Slav tiến gần tới sự cải đạo sang Chính Thống giáo qua chính bản thân họ chứ không phải là một thứ tiếng ngoại quốc nào đó.
Mọi cố gắng của hai giống người Slav để tránh bị láng giềng cải đạo đã thất bại. Người Đức và Kitô giáo La Mã thành công vẻ vang ở Moravia. Lo sợ sự thay đổi tôn giáo đầy tiềm năng của vua Boris I xứ Bulgaria sang Kitô giáo dưới ảnh hưởng của người Frank, Mikhael III và caesar Bardas đã mang quân xâm chiếm Bulgaria, áp đặt Boris phải cải đạo theo nghi thức Đông La Mã như là một phần của hòa ước năm 864, Mikhael III đứng ra làm nhà bảo trợ thay mặt cho Boris tại lễ rửa tội của ông. Boris bèn thêm vào cái tên của Mikhael tại buổi lễ. Boris phải nhượng bộ triều đình Đông La Mã, tuy rằng nhờ giáo hội miền Đông mà ông đã thống nhất dân tộc và củng cố được quyền hành của mình. Phía Đông La Mã cũng cho phép người Bulgaria khai hoang tại khu vực biên giới đang tranh chấp ở Zagora. Việc cải đạo xứ Bulgaria được đánh giá là một trong những thành tựu văn hóa và chính trị lớn nhất của Đế quốc Đông La Mã.

### Basileios I lên nắm quyền và vụ ám sát Mikhael

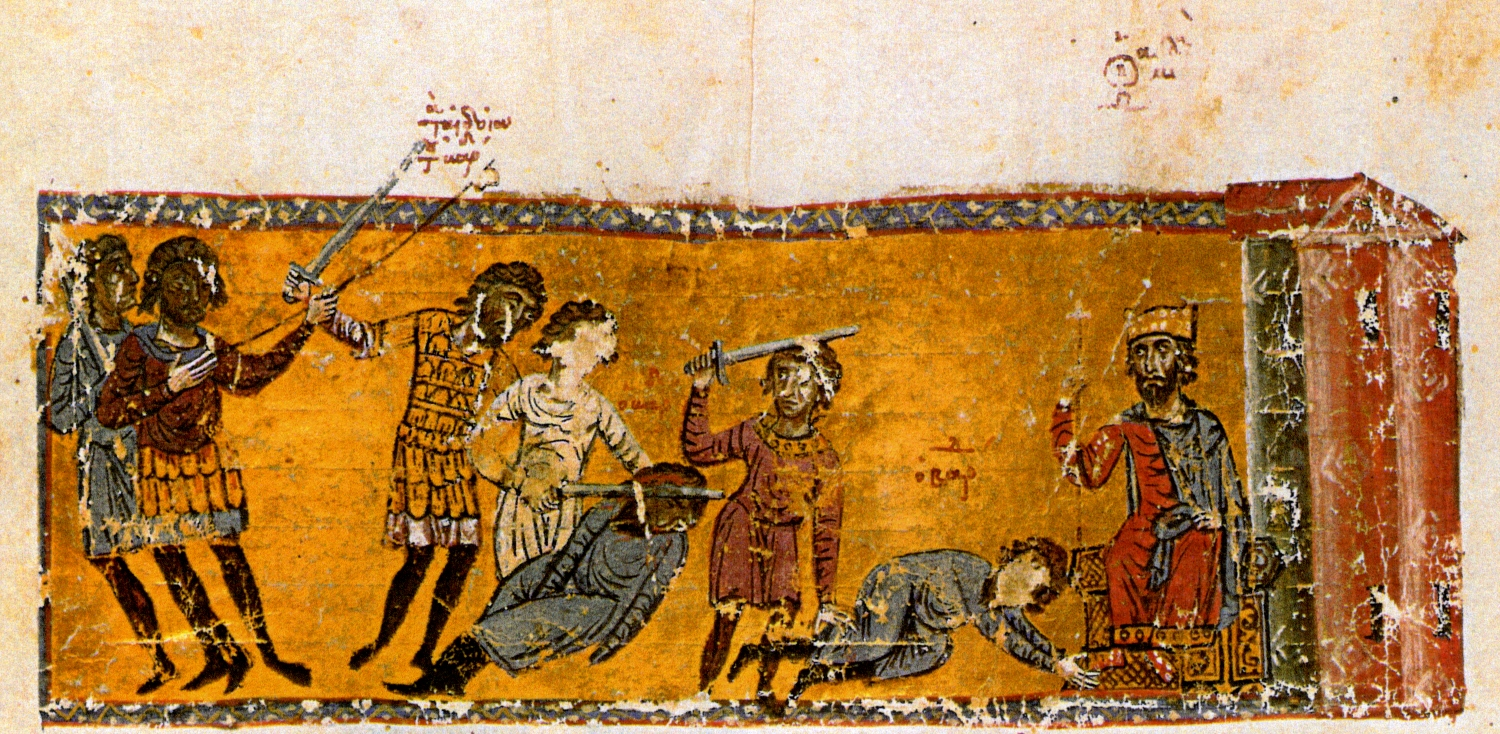
Vụ ám sát caesar Bardas diễn ra ngay trước mặt Mikhael III

Mikhael III với kết hôn với Eudokia Dekapolitissa không có con cái, nhưng hoàng đế không muốn phải gây ra một vụ bê bối bằng cách cố gắng kết hôn với tình nhân Eudokia Ingerina, con gái của một cấm quân Varangia (nay thuộc Na Uy) tên là Inger. Giải pháp mà ông chọn là để Ingerina kết hôn với sủng thần và quan thị vệ của mình là Basileios gốc Makedonia. Trong khi Mikhael tiếp tục mối quan hệ với Ingerina, Basileios vẫn làm hài lòng cô em gái của hoàng đế Thekla mà Mikhael vừa đưa ra khỏi tu viện. Basileios đã giành được tầm ảnh hưởng ngày càng tăng đối với Mikhael, và đến năm 866 ông đã thuyết phục được hoàng đế là caesar Bardas đang có ý đồ mưu phản nên được phép giết chết Bardas. Giờ đây chẳng còn đối thủ nguy hại nào nữa, Basileios đường đường chính chính lên ngôi đồng hoàng đế vào ngày 26 tháng 5 năm 866 và được hoàng đế Mikhael III còn trẻ măng nhận làm con nuôi. Sự tiến triển lạ lùng này cũng có thể là ý định nhằm hợp pháp hóa sự kế vị cuối cùng dành cho thái tử Leon, con của Eudokia Ingerina và được cho là con ruột của Mikhael. Hoàng đế liền tổ chức lễ thôi nôi cho Leon bằng cuộc đua xe ngựa công cộng, một môn thể thao được ông bảo trợ và tham gia nhiệt tình.

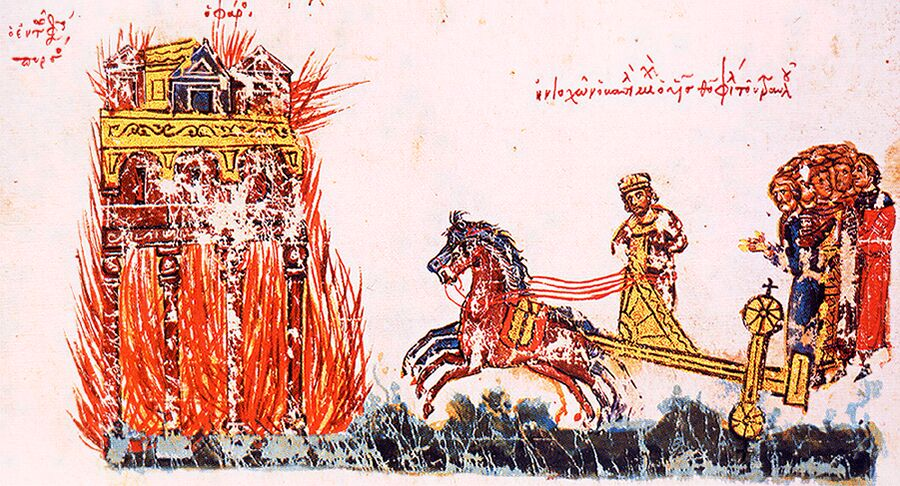
Mikhael III đang cưỡi một chiếc xe ngựa, ông là người bảo trợ nhiệt tình và còn tham gia vào cuộc đua xe ngựa ở kinh thành.

Nếu tính hợp pháp của Leon được đám bảo đúng như kế hoạch của Mikhael thì coi như bao toan tính của Basileios tan thành mây khói. Bề ngoài thì ông đang gặp phải rắc rối nhờ ân huệ của hoàng đế bắt đầu cho thấy một viên cận thần khác có tên là Basiliskianos, mà Mikhael dọa là sẽ lập làm đồng hoàng đế khác, Basileios bèn vội vàng ám sát Mikhael ngay khi hoàng đế đang nằm say sưa trong phòng ngủ của mình sau một bữa tiệc vào tháng 9 năm 867. Basileios cùng đám thuộc hạ cộng với đồng bọn khác, bước vào buồng phòng của Mikhael; ổ khóa đã bị giả mạo và chẳng có lính gác nào quanh đây. Kết cuộc của Mikhael theo như mô tả khá là rùng rợn; một gã tên là John xứ Chaldia đã lấy kiếm chặt đứt cả hai tay của hoàng đế trước khi kết liễu mạng sống của ông bằng một cú đâm xuyên tim. Basileios với tư cách là hoàng đế duy nhất còn lại (Basiliskianos đã bị giết cùng một lúc như Mikhael), tự mình kế thừa ngai vàng như một basileus đích thực nắm quyền trị quốc.
Hài cốt của Michael được chôn cất tại tu viện Philippikos tại Chrysopolis trên eo biển Bosphore phần thuộc châu Á. Tới lúc Leon VI đăng quang làm hoàng đế vào năm 886, một trong những hành động đầu tiên của ông là khai quật và cải táng di hài của Mikhael, với buổi lễ được tổ chức long trọng trong khu lăng mộ hoàng gia tại Nhà thờ các Thánh Tông Đồ ở Constantinopolis.

## Di sản
Triều đại và nhân phẩm của Mikhael III rất khó đánh giá vì nguồn tài liệu do các tác giả Đông La Mã viết ra mang đầy tính thù nghịch dưới thời Basileios I và những người kế vị ông. Thư tịch Đông La Mã thường mô tả thói quen chè chén say sưa của Mikhael, nỗi ám ảnh với thú đua xe ngựa và bày bừa dàn nhạc trước bàn dân thiên hạ để chế giễu những buổi rước kiệu và nghi lễ của nhà thờ. Trái lại, căn cứ theo nguồn sử liệu từ phía Ả Rập thì họ có ấn tượng tốt về Mikhael như là một trong những vị thống lĩnh quân đội lanh lợi và tài trí.
Dù Mikhael III có bị giới sử gia buộc tội tiêu xài phung phí, triều đại của ông đã góp phần ổn định nền kinh tế và tới năm 850 thì thu nhập hàng năm của đế chế đã tăng lên đến 3.300.000 đồng nomismata. Việc kết thúc triệt để phong trào bài trừ thánh tượng vào đầu thời kỳ trị vì của ông, điều đáng ngạc nhiên lại dẫn đến một sự phục hưng trong nghệ thuật thị giác. Đế chế đã có những bước tiến đáng kể trong tổ chức nội bộ và đoàn kết tôn giáo, và hơn nữa còn giữ được sức mạnh quân sự chống lại vương triều Hồi giáo Abbasid. Quan trọng nhất là cả nước Bulgaria trước đây giờ được chuyển thành một quốc gia vệ tinh về tôn giáo và văn hóa của Byzantium. Phần lớn sự ghi nhận các thành tựu này thì phải đợi đến sau thời kỳ Theodora và Theoktistos nhiếp chính vào năm 855, cùng Bardas và Petronas mãi về sau.

## Gia đình
Mikhael III không có con cái với hoàng hậu Eudokia Dekapolitissa nhưng được cho là cha của một hoặc hai đứa con trai của tình nhân Eudokia Ingerina, về sau được gả cho Basileios I:
- Leon VI, kế vị làm hoàng đế vào năm 886.
- Stephen I, thượng phụ thành Constantinopolis.
- Cha đỡ đầu của Boris I